# Ocotea wrightii
Ocotea wrightii är en lagerväxtart som beskrevs av Carl Christian Mez. Ocotea wrightii ingår i släktet Ocotea och familjen lagerväxter. Inga underarter finns listade i Catalogue of Life.